# Parathyma orientalis
Parathyma orientalis är en fjärilsart som beskrevs av Henry John Elwes 1888. Parathyma orientalis ingår i släktet Parathyma och familjen praktfjärilar. Inga underarter finns listade i Catalogue of Life.